# Saukampen (Nord-Fron)
De Saukampen is een berg behorende bij de gemeente Nord-Fron in de provincie Oppland in Noorwegen. De berg heeft een hoogte van 1659 meter.